# 墨兰瓶蕨
墨兰瓶蕨（学名：Vandenboschia cystoseiroides）为膜蕨科瓶蕨属下的一个种。

## 扩展阅读
- 維基物種上的相關：墨兰瓶蕨